# Le Grand Petit Concert
Vous pouvez aider à l'améliorer ou bien discuter des problèmes sur sa page de discussion.
- Il ne cite pas suffisamment ses sources. Vous pouvez indiquer les passages à sourcer avec {{référence nécessaire}} ou {{Référence souhaitée}}, et inclure les références utiles en les liant aux notes de bas de page. (Marqué depuis avril 2024)
- Certaines informations devraient être mieux reliées aux sources mentionnées dans la bibliographie ou les liens externes. Améliorez sa vérifiabilité en les associant par des références. (Marqué depuis avril 2024)

- Archive Wikiwix
- Bing
- Cairn
- DuckDuckGo
- E. Universalis
- Gallica
- Google
- G. Books
- G. News
- G. Scholar
- Persée
- Qwant
- (zh) Baidu
- (ru) Yandex
- (wd) trouver des œuvres sur Wikidata

Albums de -M-
Îl(s)
(2013)
Le Grand Petit Concert est le cinquième album live de Matthieu Chedid, sorti le 22 novembre 2019. Il fait suite à la sortie de son dernier album studio Lettre infinie.
Le musicien est seul sur scène et entouré de ses automates (Roxy et Tom les percussions, Glen le piano, Putsy le synthétiseur et de nombreux clap).

## Pistes
| 1.  | Une seule corde              | 2:42 |
| 2.  | Mama Sam                     | 3:55 |
| 3.  | Je dis aime                  | 5:52 |
| 4.  | Qui de nous deux             | 4:41 |
| 5.  | Lettre infinie               | 4:13 |
| 6.  | Superchérie                  | 4:48 |
| 7.  | L'Alchimiste                 | 5:36 |
| 8.  | Océan                        | 2:25 |
| 9.  | Massaï                       | 7:57 |
| 10. | Billie (feat. Billie Chedid) | 4:07 |
| 11. | Est-ce que c'est ça          | 3:50 |

| 1.  | -M- et les automates                              | 1:18  |
| 2.  | Psyko Bug / Cardiac Dance                         | 3:59  |
| 3.  | En tête à tête                                    | 2:50  |
| 4.  | La Bonne Étoile (feat. Vanessa Paradis)           | 3:31  |
| 5.  | La Seine (feat. Vanessa Paradis)                  | 2:50  |
| 6.  | L.O.Ï.C.A.                                        | 3:31  |
| 7.  | Adieu mon amour                                   | 4:49  |
| 8.  | Le Complexe du corn flakes                        | 4:25  |
| 9.  | Grand Petit Con                                   | 5:43  |
| 10. | L'Autre Paradis                                   | 4:24  |
| 11. | Onde sensuelle                                    | 3:40  |
| 12. | Mojo                                              | 3:28  |
| 13. | Matchistador / Bal de Bamako (feat. Oxmo Puccino) | 11:32 |
| 14. | Superchérie (version acoustique)                  | 3:38  |